# Внешние острова Финского залива

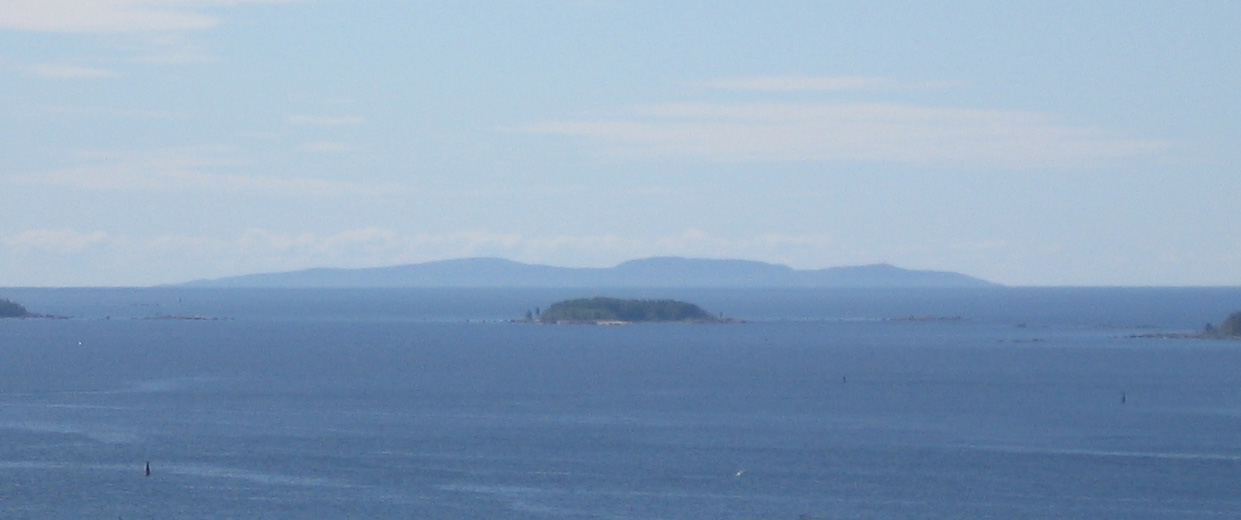
Гогланд

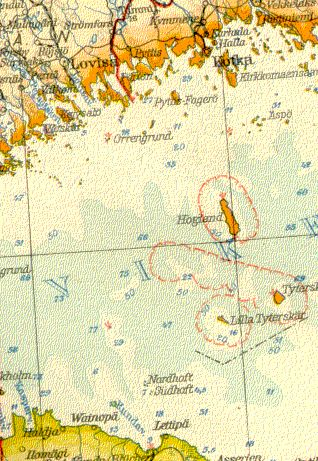
Финская карта островов 1926 года

Внешние острова Финского залива (фин. Suomenlahden ulkosaaret; швед. Finska vikens utöar) — группа небольших островов, расположенных в центре восточной части Финского залива. В финноязычных источниках рассматриваются как единый архипелаг, в русскоязычных — как правило, по отдельности. В административном плане входят в состав Кингисеппского и Выборгского районов Ленинградской области России.

## История
Данные острова издавна имели важное стратегическое значения из-за своего расположения на линии фарватера при подходе к устью реки Невы, где в 1703 году была основана столица Российской империи — город Санкт-Петербург. В XVII—XVIII веках они стали объектом борьбы между Россией и Швецией, хотя населяли их тогда, в основном, финские рыбаки.
Ништадтский мирный договор 1721 года закрепил острова за Россией. Они долгое время использовалась как место размещения маяков. Распад Российской империи после 1917 года привёл к тому, что на владение архипелагом стала претендовать независимая Финляндия, официально владевшая островами в 1920—1930 годах. По итогам советско-финской войны они были переданы СССР.
В годы Второй мировой войны за обладание островами боролись Финляндия и союзная с ней Германия с одной стороны и СССР с другой. По итогам Парижского мирного договора 1947 года острова окончательно вошли в состав РСФСР.
В 2017 году острова вошли в состав заповедника «Восток Финского залива».

## Список внешних островов Финского залива
- Гогланд[2][3] — крупнейший
- Родшер[4]
- Большой Тютерс[5]
- Малый Тютерс[4]
- Мощный[3][5] (и близлежащие Вьюнок[3], Подходной[3] и Большой Косой[5])
- Нерва[3]
- Малый[3][6]
- Сескар[6] (и близлежащие Ярки, Ногин, Касаури, Сонин, Низкий, Кокор, Куров[6] и Южный[7])
- Соммерс[3] (и близлежащий Малый Соммерс[3])
- Острова Виргины[4]

Помимо перечисленных выше островов в Финском заливе России принадлежат острова Халли, Итякиви и Вигрунд, которые также находятся на значительном удалении от берега материка, но в то же время находятся и на значительном удалении от этой группы островов.